# Scitala uptoni
Scitala uptoni är en skalbaggsart som beskrevs av Britton 1987. Scitala uptoni ingår i släktet Scitala och familjen Melolonthidae. Inga underarter finns listade i Catalogue of Life.